# Nematus oligospilus
Nematus oligospilus är en stekelart som beskrevs av Förster 1854. Nematus oligospilus ingår i släktet Nematus, och familjen bladsteklar. Arten är reproducerande i Sverige.